# Víctor Espinós
Víctor Espinós Moltó (Alcoy, 1871-Madrid, 1948) fue un musicólogo y musicógrafo español.

## Biografía
A los nueve años se trasladó a Madrid con sus padres, y en la capital hizo todos sus estudios. A los quince años era bachiller y ganaba su primera oposición. Después se doctoró en Derecho.
Su vocación de escritor y músico se manifestó desde su infancia, y por deseo expreso de su padre, estudió piano, armonía y composición, conocimientos que habrían de constituir la característica fundamental de su vida como crítico, musicólogo e investigador.
Fue director de las bibliotecas circulantes y de las de los Parques de Madrid —estas últimas creadas por iniciativa suya—, entre ellas la especializada del Parque Zoológico, la Infantil en el parterre de El Retiro, la de Pérez Galdós, la de los hermanos Álvarez Quintero, las del Parque del Oeste, las de los Parques de Bomberos y la de Gabriel Miró.